# Gaël Bandelier
Pour les articles homonymes, voir Bandelier.
 (septembre 2015).
Gaël Bandelier, né le 6 août 1977, est un écrivain, dramaturge et artiste jurassien d'origine et vaudois d'adoption.

## Biographie
Gaël Bandelier reçoit en 2005 le Prix de la Société suisse des auteurs (SSA) pour son texte dramatique Point de fuite (possible), publié aux éditions L'Harmattan deux ans plus tard, en septembre 2007. 
Lauréat, en 2008, du concours « Textes-en-Scènes » organisé par la Société suisse des auteurs pour "Le Taureau versatile" publié aux éditions Campiche, il reçoit la même année une bourse d’écriture littéraire de Pro Helvetia pour "Je pleurais / mes larmes rigolaient sur mes joues", texte achevé en résidence à la Chartreuse de Villeneuve-lès-Avignon en 2011.

## Prix et distinction
- 2005: Prix de la Société suisse des auteurs (SSA) pour son texte dramatique Point de fuite (possible)[2].
- 2008: Lauréat du concours « Textes-en-Scènes » organisé par la Société suisse des auteurs pour Le Taureau versatile[réf. souhaitée].
- 2008: Bourse d'écriture littéraire de Pro Helvetia pour "Je pleurais / mes larmes rigolaient sur mes joues"[4].

## Publications

### Théâtre
- Point de fuite possible, Paris, éditions de L'Harmattan, 2007.
- Le Taureau versatile, Orbes, éditions Campiche, 2010.

### Essais
- « Qui voit là ? » in L’Art spirite, catalogue d’exposition, Lausanne, Collection de l’Art Brut, 2005.
- « Teresa Ottallo » in l’Art Brut, no 22, Lausanne, Collection de l’Art Brut, 2007.
- « Les lettres chargées de Justine Python » in L’Art Brut fribourgeois, catalogue d’exposition, Lausanne, Collection de l’Art Brut, 2009.

## Sources
- « Gaël Bandelier », sur la base de données des personnalités vaudoises sur la plateforme « Patrinum » de la Bibliothèque cantonale et universitaire de Lausanne.
- sites et références mentionnés
- 24 Heures, 2005/09/16, p. 11, scriptorium.bcu-lausanne.ch/zoom/664416/view?page=11&p=separate&search=Ga%C3%ABl+Bandelier&hlid=1138374397&tool=search&view=1303%2C4458%2C1045%2C468